# Michael Rathmann
Michael Rathmann (* 30. Januar 1968 in Troisdorf) ist ein deutscher Althistoriker.
Michael Rathmann studierte seit 1988 Alte Geschichte, Mittelalterlichen und Neuere Geschichte sowie Klassische Archäologie an der Universität Bonn, wo er 1994 den Magister mit einer von Gerhard Wirth betreuten Arbeit über Theopompos erlangte. 1998 wurde er mit der von Hartmut Galsterer betreuten Arbeit Untersuchungen zu den Reichsstraßen in den westlichen Provinzen des Imperium Romanum promoviert. Es folgten Lehraufträge im Wintersemester 1998/99 an der Universität-Gesamthochschule Siegen und im Sommersemester 1999 an der Universität Bonn. Von 1999 bis 2002 war er wissenschaftlicher Mitarbeiter im Deutschen Bundestag. Seit 1. Januar 2003 war Rathmann wissenschaftlicher Angestellter im Seminar für Alte Geschichte der Universität Bonn und wurde dort im Februar 2010 mit der Schrift Weltgeschichte und Provinz. Untersuchungen zur Βιβλιοϑήκη des Diodor aus Sizilien habilitiert. Im Frühjahr 2010 war er Lehrbeauftragter an der Universität Zürich, nachdem er im Semester zuvor dort schon Anne Kolb auf deren Lehrstuhl vertreten hatte. Seit 1. März 2010 war Rathmann wissenschaftlicher Mitarbeiter am Exzellenzcluster Topoi an der Freien Universität Berlin. Rathmann lehrte im Wintersemester 2010/2011 und im Sommersemester 2011 als Vertretungsprofessor Alte Geschichte an der Universität Hamburg. Seit dem 1. Oktober 2012 ist er Professor für Alte Geschichte an der Katholischen Universität Eichstätt-Ingolstadt.
Seine Arbeitsschwerpunkte sind der Frühhellenismus, die Geographie der Antike und die römische Infrastruktur, die Administration in der römischen Kaiserzeit und die römischen Rheinlande. Seite 2017 arbeitet er im Rahmen des von der Deutschen Forschungsgemeinschaft geförderten Projekts an einem „Kommentar zur Tabula Peutingeriana“. In diesem Zusammenhang wurde eine Online-Datenbank erarbeitet, die die auf der Karte vermerkten Angaben kommentiert. Seite 2014 ist er Herausgeber des Orbis Terrarum.

## Schriften (Auswahl)
Monografien
- Untersuchungen zu den Reichsstraßen in den westlichen Provinzen des Imperium Romanum. (= Beihefte der Bonner Jahrbücher. Band 55). von Zabern, Mainz 2003, ISBN 3-8053-3043-X. (in Teilen zugleich: Dissertation. Universität Bonn, 1998/99), doi:10.11588/propylaeum.362.510.
- Perdikkas zwischen 323 und 320. Nachlassverwalter des Alexanderreiches oder Autokrat? Verlag der Österreichischen Akademie der Wissenschaften, Wien 2005, ISBN 3-7001-3503-3. (Rezension H-Soz-u-Kult)
- Diodor und seine Bibliotheke. Weltgeschichte aus der Provinz. (= Klio-Beihefte. Neue Folge, Band 27). de Gruyter, Berlin u. a. 2016, ISBN 978-3-11-048144-0.
- Tabula Peutingeriana. Die bedeutendste Weltkarte aus der Antike. 4., überarbeitete und erweiterte Auflage. Wissenschaftliche Buchgesellschaft, Darmstadt 2022, ISBN 978-3-8053-5350-2.

Herausgeberschaften
- Wahrnehmung und Erfassung geographischer Räume in der Antike. von Zabern, Mainz 2007, ISBN 978-3-8053-3749-6. (Rezension sehepunkte)
- Studien zur antiken Geschichtsschreibung. (= Antiquitas. Reihe 1: Abhandlungen zur Alten Geschichte. Band 55). Habelt, Bonn 2009, ISBN 978-3-7749-3498-6. (Rezension H-Soz-u-Kult) (Rezension sehepunkte)
- mit Klaus Geus: Die Vermessung der Oikumene (= TOPOI Berlin Studies of the Ancient World. Bd. 14). De Gruyter, Berlin 2013, ISBN 978-3-11-029092-9.